# گیرنده ۵ بی سروتونین
گیرنده ۵ بی سروتونین (انگلیسی: 5-HT5B receptor) یک گیرنده سروتونین است که در جوندگان وجود دارد، اما در انسان یافت نشده‌است؛ زیرا در انسان، کدون خاتمه در ژن، از ساخت یک پروتئین سالم و دارای عملکرد، جلوگیری می‌کند. به نظر می‌رسد وظیفهٔ این پروتئین، توسط یکی دیگر از زیرگروه‌های این گیرندهٔ پروتئینی انجام می‌شود. گیرنده ۵ بی سروتونین (5-HT5B) نوعی گیرنده جفت‌شونده با پروتئین جی است. آران‌ای پیام‌رسان این گیرنده بیشتر در هیپوکامپ و «هستهٔ زیتونی تحتانی» مغز موش‌های صحرایی یافت می‌شود. آگونیست شناخته‌شدهٔ این گیرنده، ارگوتامین و ال‌اس‌دی و آنتاگونیست آن متیتپین است.